# Бриенца
Бриенца (итал. Brienza) — коммуна в Италии, расположена в регионе Базиликата, подчиняется административному центру Потенца.
Население составляет 4055 человек, плотность населения составляет 49 чел./км². Занимает площадь 82,69 км². Почтовый индекс — 85050. Телефонный код — 0975.
Покровителем коммуны почитается святой Катальд. Праздник ежегодно празднуется 10 мая.

## Известные уроженцы
- Пагано, Франческо Марио (1748—1799) — итальянский юрист, философ и политический деятель.